# Мойсеєнко Костянтин Васильович
Костянтин Васильович Мойсеєнко (1895 — розстріляний 1937) — український радянський діяч, відповідальний секретар Сталінського окружного комітету КП(б)У, народний комісар землеробства Української СРР. Член ЦК КП(б)У в грудні 1925 — листопаді 1927 р. і у січні 1934 — серпні 1937 р. Кандидат у члени Організаційного бюро ЦК КП(б)У в грудні 1925 — листопаді 1927 року.

## Біографія
Член РКП(б) з травня 1917 року. У 1917—1918 роках — активний діяч Дружківської ради робітничих і солдатських депутатів на Донбасі.
У 1923 році — секретар Донецького губернського комітету КП(б)У.
У 1924—1927 роках — відповідальний секретар Сталінського окружного комітету КП(б)У на Донбасі.
У 1927 році — відповідальний секретар Полтавського окружного комітету КП(б)У.
До 1934 року — начальник Політичного сектора машинно-тракторних станцій (МТС) Харківської області.
У 1934—1935 роках — 1-й секретар Кам'янецького (Кам'янець-Подільського) міського комітету КП(б)У Вінницької області.
У 1935—1936 роках — 1-й секретар Кам'янець-Подільського окружного комітету КП(б)У.
26 березня — липень 1937 року — народний комісар земельних справ Української СРР.
У липні 1937 року заарештований органами НКВС. Розстріляний. Посмертно реабілітований.